# 火箭派
火箭派（太仓）航天科技有限公司，简称火箭派（Rocketπ），是中華人民共和國一間民營火箭公司。火箭派自称是“外太空与跨行星生存的解决方案提供商”，专注于研发和空间生物相关的航天设备，例如生物载荷。其长期目标是通过星箭一体化构建系统性的航天发射能力，为生命科学提供在轨空间服务。

## 沿革
火箭派公司的创始人程巍没有航天背景，他于2020年了创建火箭派，打算将火箭派塑造成一个既做卫星又做火箭的商业航天企业。2024年1月6日，火箭派自研的液体运载火箭“达尔文一号”电泵增压发动机“香农号”完成首次点火试验。

## 产品
火箭派目前正在研发以下产品：

### 生物载荷
- 火种一号

在微重力环境下进行生物实验的小型装置。2021年，火种一号搭载在星众空间“灵巧号”卫星平台上由华羿鸿达“华羿一号”亚轨道火箭发射升空，到达了250km的高度。
- 火种二号

没有更多介绍，官方将其描述为“细胞形态学生物载荷”，并计划在2022年内进行两次发射。

### 液体火箭
- 达尔文二号

小型液体运载火箭，官方称可将470kg的载荷送入300km近地轨道，计划在2023年首飞。
采用两级串联结构，从九州云箭购买发动机，且不设整流罩，火箭二子级和载荷为一体化设计。

### 卫星平台
- 火炬一号

正在研发的生物卫星。